# Rutherford (enhet)
Rutherford, rd, är en äldre ej längre använd enhet för radioaktivitet. 1 rd definieras som aktiviteten hos en kvantitet radioaktivt material där en miljon atomkärnor sönderfaller per sekund. Enheten är uppkallad efter den nyzeeländsk-brittisk fysikern Ernest Rutherford och är inte en SI-enhet.
1 rd = 106 Becquerel (Bq)